# 原生家庭

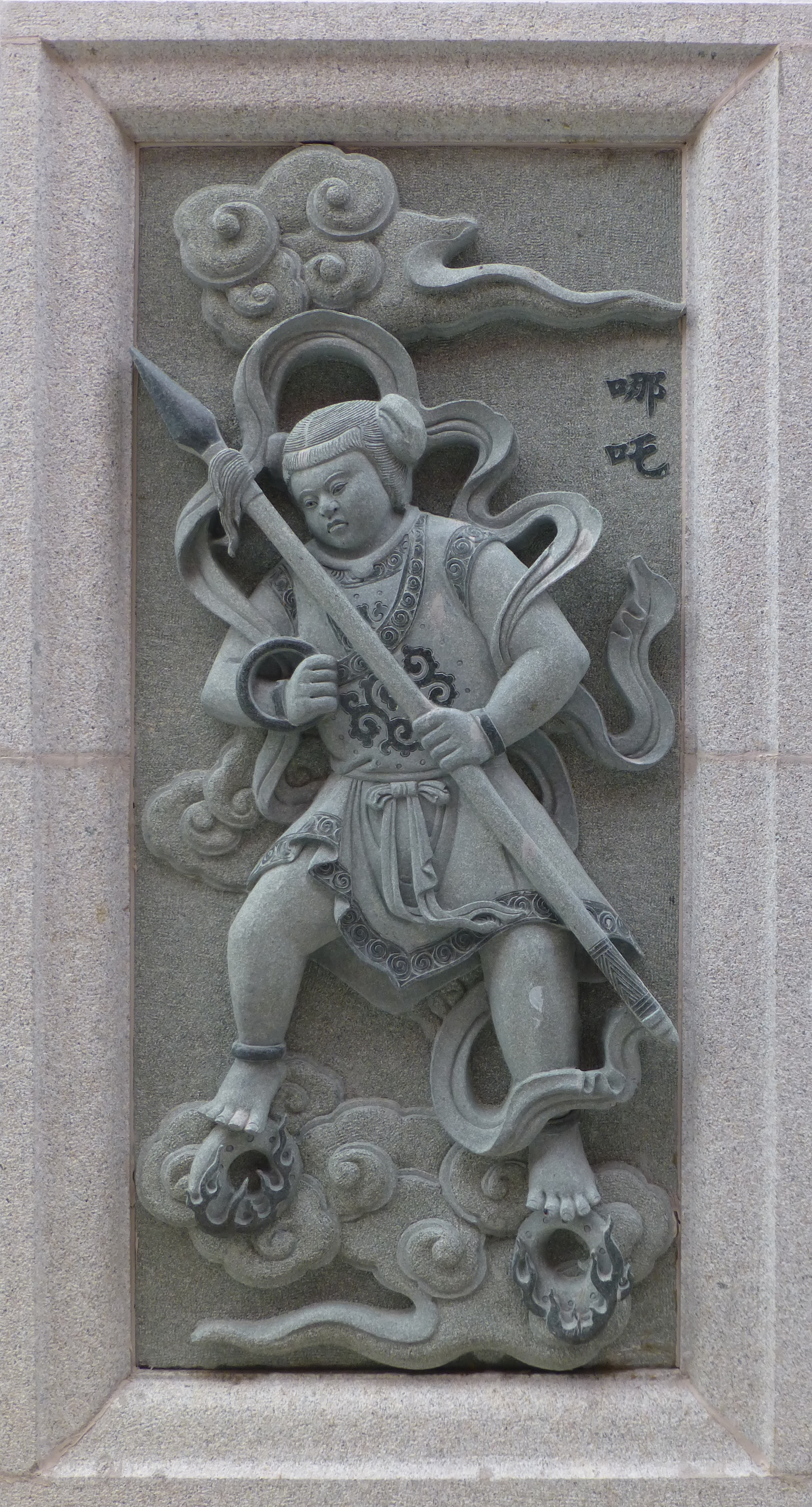
哪吒的神话常被用于隐喻原生家庭的压迫

原生家庭 （英語：Family of Origin） ，指早期與父母或其他形式抚养者居住的家庭。原生家庭往往是相对于成年后自主选择的家庭而言的（例如結婚組建新家庭、外出獨自居住等）。

## 心理学
随着心理咨询和心理治療逐渐普及，心理健康，个人发展与自我实现受到更多人的重视。人在漫长的成长经历中塑造了固定的思维习惯和依戀模式。成长的过程也是一个对原生家庭认识，覺察和反省的过程。原生家庭为理解和处理代际关系，治疗亲密关系所带来的心理創傷提供了一个新的视角。

## 社会学
随着中国快速的城市化，产业结构的变化和受教育程度的上升，代际之间在价值观、生活方式等方面存在较大差异。原生家庭概念引起重视反映了中国经济高速增长造成的代际撕裂。

## 原生家庭与女性
原生家庭与女性直接相关，因为在旧时中国社会习俗中夫家才是女性婚嫁后的家庭，而原生家庭成为了“娘家”和“表親 (外家人)”，不得返回或者偶尔才能回去。

## 延伸阅读
- 代沟
- 城市化
- 心理创伤